# Watseco
Watseco az Amerikai Egyesült Államok északnyugati részén, Oregon állam Tillamook megyéjében, a U.S. Route 101 mentén elhelyezkedő önkormányzat nélküli település.
George és Robert Watt a 20. század elején 150 hektár földterületet vásárolt, amit 1912-ben azon feltétellel adtak át a Pacific Railway and Navigation Companynek, hogy a telken feltételes vasúti megállóhelyet létesítenek. A Watseco név a „Watt” és „Sea Coast” (tengerpart) kifejezések összetételéből jött létre; a helyi folyó nevét a településről kapta.

## Fordítás
- Ez a szócikk részben vagy egészben  a   Watseco, Oregon című angol Wikipédia-szócikk ezen változatának fordításán alapul.  Az eredeti cikk szerkesztőit annak laptörténete sorolja fel. Ez a jelzés csupán a megfogalmazás eredetét és a szerzői jogokat jelzi, nem szolgál a cikkben szereplő információk forrásmegjelöléseként.